# Silver Strand (Irlande)
Pour les articles homonymes, voir Silver Strand.
Silver Strand (Trá Bhán en irlandais) est une plage située dans le sud-ouest du Donegal en Irlande, à Malin Beg près du village de Glencolumbkille. Elle est réputée pour sa forme en arc-de-cercle.

## Galerie

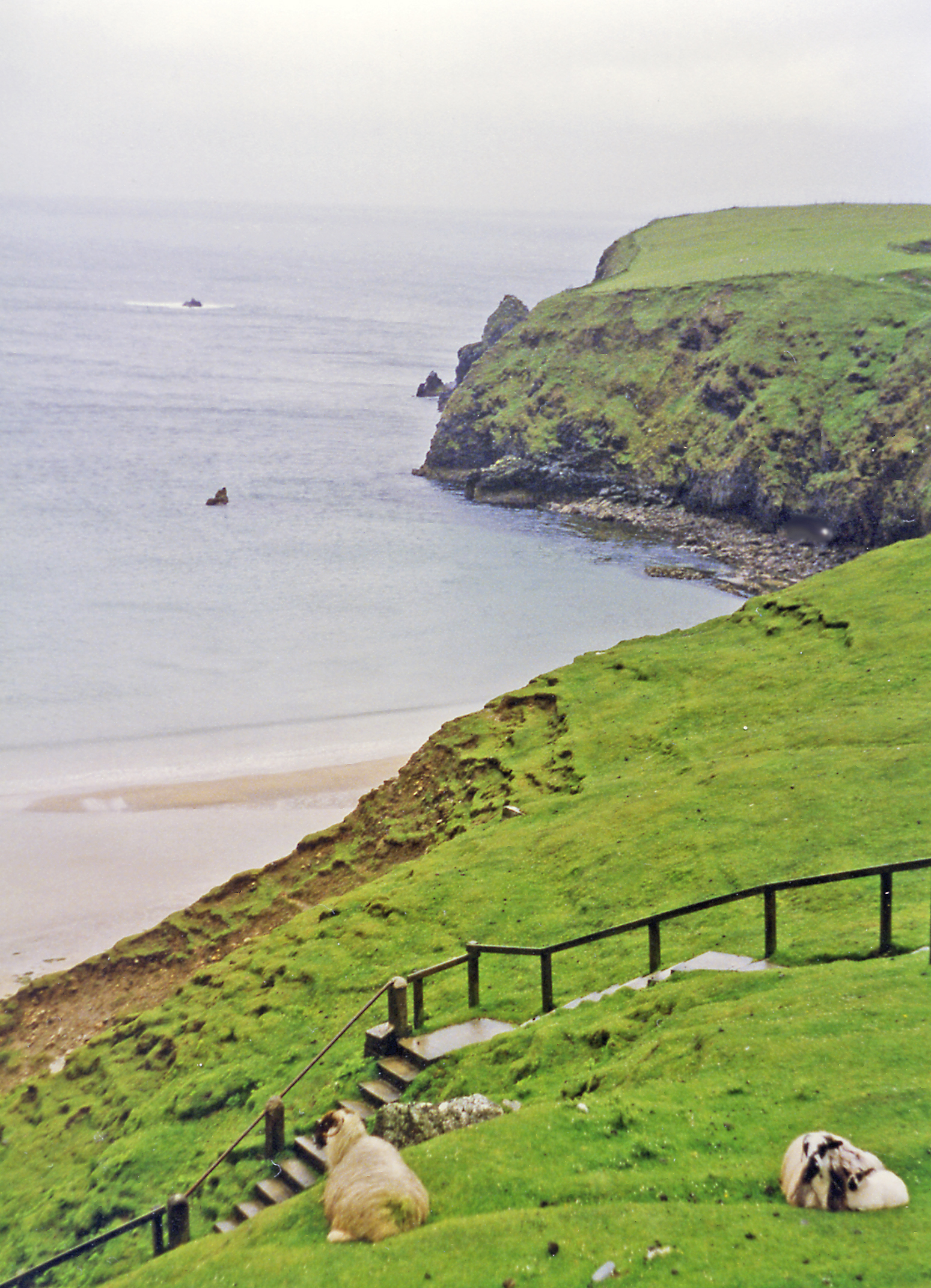
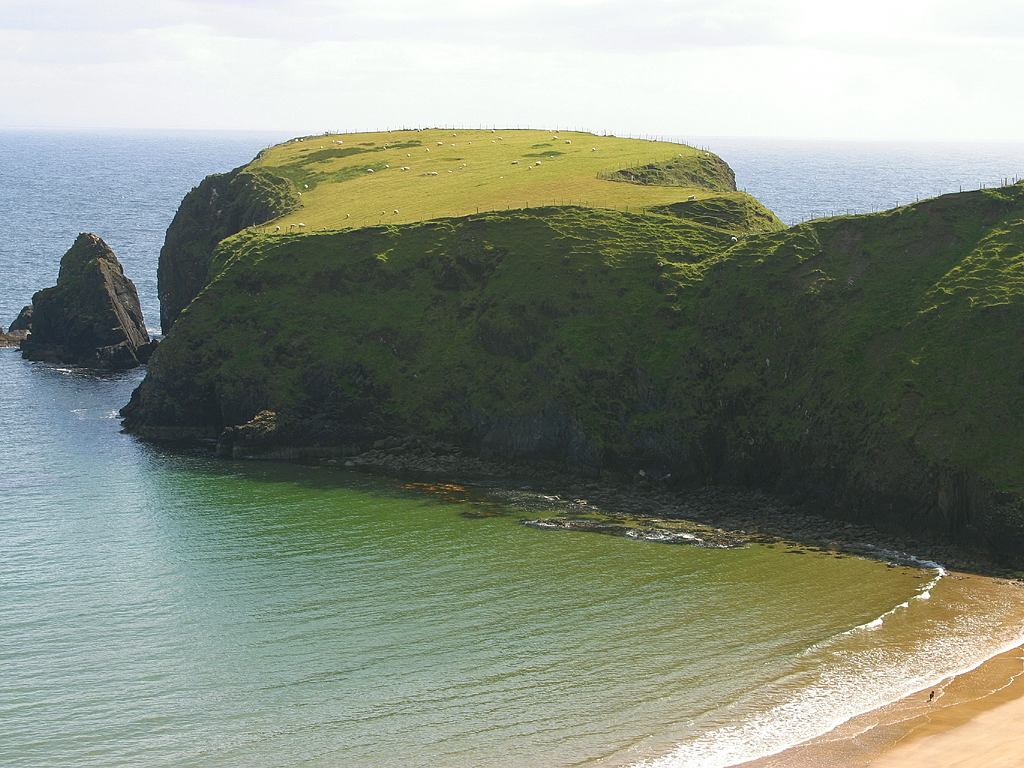
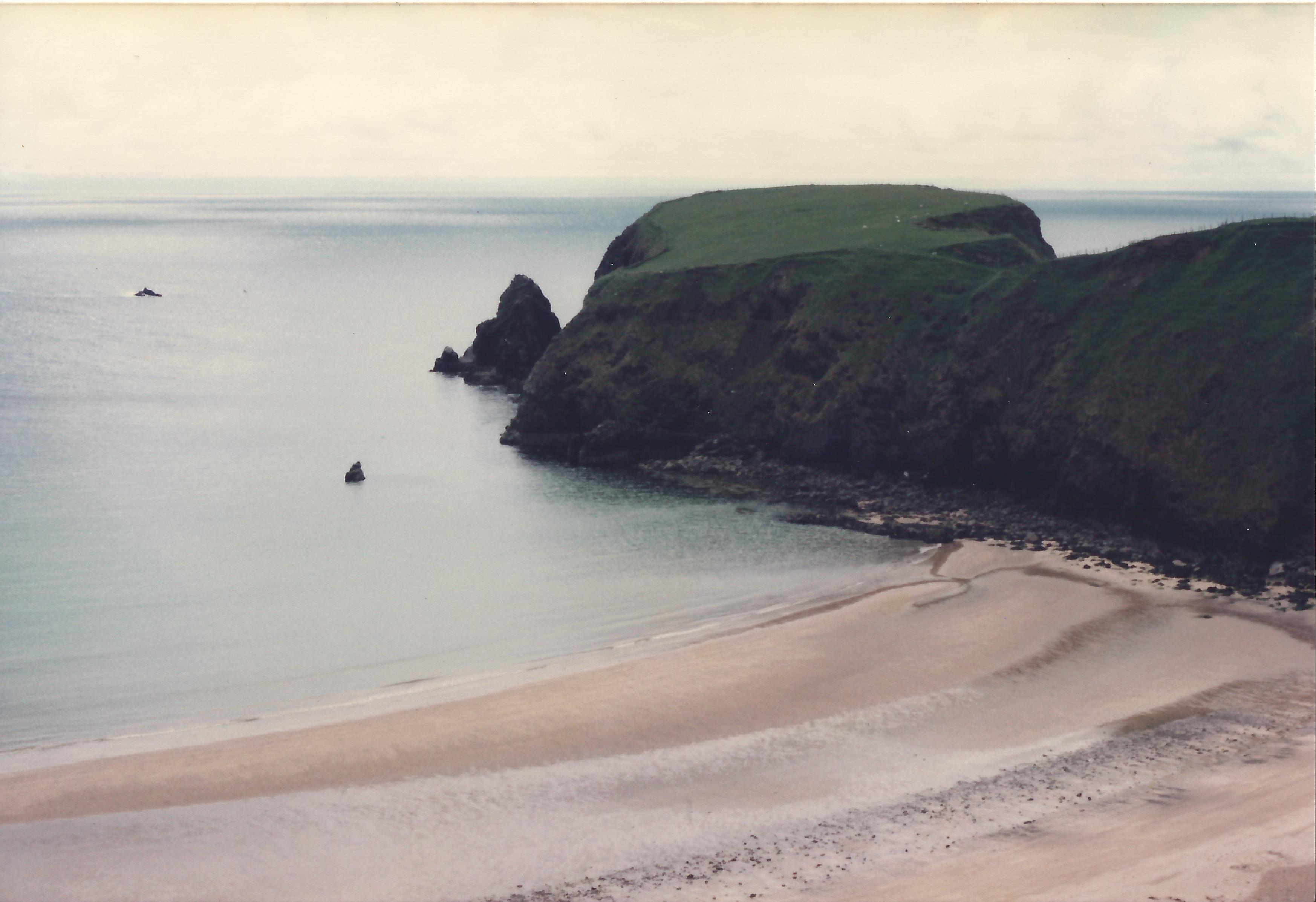